# Ерхан Машовић
Ерхан Машовић (Нови Пазар, 22. новембар 1998) је српски фудбалер. Тренутно наступа за Бохум.

## Клупска каријера
Машовић је поникао у Академији фудбала АС из Новог Пазара. У београдски Чукарички је дошао у јуну 2013. године, са непуних 15 година. У августу 2015. потписао је професионални уговор, а за први тим је дебитовао 27. фебруара 2016. на утакмици против Радника из Сурдулице. За Чукарички је одиграо 34 првенствене утакмице пре него што је у мају 2017. године потписао четворогодишњи уговор са Клуб Брижом. Након што није успео да се избори за место у тиму Брижа, у јулу 2018. године одлази на позајмицу у словачког прволигаша Тренчин. Након сезоне у Тренчину, Машовић у јулу 2019. одлази на нову позајмицу, овога пута у дански Хорсенс. Лета 2020. године се вратио у Клуб Бриж, али и даље није био у конкуренцији за први тим. У завршници прелазног рока, 5. октобра 2020, прелази у немачког друголигаша Бохум, са којим је потписао уговор до лета 2023. године.

## Репрезентација
Машовић је прошао све млађе селекције Србије. У јуну 2019, селектор младе репрезентације Србије Горан Ђоровић је уврстио Машовића на коначни списак играча за Европско првенство 2019. године у Италији и Сан Марину. Србија је завршила такмичење већ у групној фази са три пораза из три утакмице. Машовић је као стартер играо на утакмицама против Аустрије и Данске, док је на мечу против Немачке био на клупи.
Дебитовао је за сениорску репрезентацију Србије 5. јуна 2022. године у победи од 4:1 против Словеније на такмичењу Лиге нација.